# ヴェステルボッテン地方
ヴェステルボッテン地方（ヴェステルボッテンちほう、スウェーデン語: Västerbotten、[ˈvɛ̂sːtɛrˌbɔtːɛn] ( 音声ファイル)）はスウェーデン北部ノールランドの地方の1つ。